# Тимофеева, Оксана Викторовна
Окса́на Ви́кторовна Тимофе́ева (род. 13 февраля 1978, Кожевниково, Томская область, РСФСР, СССР) — российский философ, специалист по философии животных и эротической философии Жоржа Батая. Доктор философских наук.
До 2023 года — профессор центра практической философии «Стасис» Европейского университета в Санкт-Петербурге. Заместитель главного редактора журнала «Стасис». Член левой творческой платформы «Что делать?».

## Биография
В 2001 году окончила философский факультет Государственного университета гуманитарных наук.
В 2005 году в Институте философии РАН под руководством доктора философских наук, профессора В. А. Подороги защитила диссертацию на соискание учёной степени кандидата философских наук по теме «Тема эротизма в философии Ж. Батая» (специальность 09.00.13 — религиоведение, философская антропология, философия культуры); официальные оппоненты — доктор философских наук, профессор И. С. Вдовина и доктор филологических наук, профессор С. Л. Фокин; ведущая организация — Российский государственный гуманитарный университет.
В 2005—2012 годах — редактор журнала «Новое литературное обозрение».
В 2010—2011 годах — исследователь в Академии имени Яна ван Эйка, Маастрихт.
В 2012—2014 годах — стипендиат фонда Александра фон Гумбольдта в Университете имени Гумбольдта, Берлин.
В 2013—2019 годах — старший научный сотрудник Института философии РАН.
В 2014—2019 годах — доцент факультета политических наук и социологии Европейского университета в Санкт-Петербурге.
В 2017—2018 годах — руководитель философской программы факультета социологии и философии Европейского университета в Санкт-Петербурге.
4 октября 2018 года в Институте философии РАН защитила диссертацию на соискание учёной степени доктора философских наук по теме «Другой в философско-антропологическом контексте: проблема различия и границы между человеком и животным» (специальность 09.00.13 — философская антропология, философия культуры); научный консультант — доктор философских наук, профессор В. А. Подорога; официальные оппоненты — доктор философских наук, профессор А. Л. Доброхотов, доктор философских наук, профессор Б. В. Марков и доктор философских наук, профессор И. М. Чубаров); ведущая организация — кафедра философской антропологии МГУ имени М. В. Ломоносова.
В 2019—2020 годах — профессор факультета социологии и философии Европейского университета в Санкт-Петербурге.
С 2020 года — профессор, руководитель магистерской программы «Геофилософия и новый материализм» центра практической философии «Стасис» Европейского университета в Санкт-Петербурге.
В 2023 году ушла из Европейского университета в Санкт-Петербурге.

## Публикации

### Книги
- Timofeeva O. How to Love a Homeland. Cairo: Kayfa ta, 2020 (на английском языке, перевод на арабский).
- Timofeeva O. The History of Animals: A Philosophy. London: Bloomsbury Academic, 2018. Переводы: на турецкий (Istanbul: Kolektif Kitap, 2018); на словенский (Ljubljana: Maska, 2019); на фарси (Tehran: Daman, 2020).
- Тимофеева О. История животных. М.: НЛО, 2017.
- Timofeeva O. History of Animals: An Essay on Negativity, Immanence and Freedom. Maastchich; Jan van Eyck Academy, 2012.
- Тимофеева О. Введение в эротическую философию Жоржа Батая. М.: НЛО, 2009.
- Тимофеева О. Родина. Сигма, 2021. ISBN 978-5-6045051-0-6, тираж 500 экземпляров.
- Тимофеева О. Это не то. СПб.: Издательство Ивана Лимбаха, 2022. ISBN 978-5-89059-456-3, тираж 2500 экземпляров.
- Тимофеева О. Мальчики, вы звери. М.: Individuum, 2024 (перевод с английского).

### Статьи
На русском языке
- Тимофеева О. В. Что нас ждет за поворотом к нечеловеческому // Новое литературное обозрение, 2019, 158 (4).
- Тимофеева О. В. Добывающая онтология и абстрактная промышленность: три машины войны // Неприкосновенный запас, 2019, 126 (4).
- Тимофеева О. В. Черная материя // Опыты нечеловеческого гостеприимства: Антология, под ред. М. Крамара и К. Саркисова. М.: V-A-C press, 2018. 166—179.
- Тимофеева О. В. «Мы» и «они»: сообщество после гуманизма // Вопросы философии. 2016, 6, 57-65.
- Тимофеева О. В. У нас никогда не было секса // Стасис, 2016, 4 (1), 162—181.
- Тимофеева О. В. Свобода это рабство // Новое литературное обозрение, 2016, 141, 196—211.
- Тимофеева О. В. Сова и ангел // Логос, 2016, 26 (2), 133—159.
- Тимофеева О. В. Животные, которых не звали // Новое литературное обозрение, 2015, 132.

На других языках
- Timofeeva O. From Quarantine to the General Strike: On Bataille’s Political Economy // Stasis, 2020, 9 (1), 144—165.
- Timofeeva O. Spirituality Beyond Man: Toward a Labor Theory of the Soul // Rethinking Marxism, 2020, 32(1), 66-87.
- Timofeeva O. Zombie // Posthuman Glossary / ed. by Rosi Braidotti & Maria Hlavajova . London: Bloomsbury Academic, 2018. P. 467—469.
- Timofeeva O. Freedom is Slavery // Crisis & Critique, 2017, 4 (1), 425—445.
- Timofeeva O. Die Eule und der Engel // Lettre International, 2017, 117, 113—117.
- Timofeeva O., Oleynikov N. A Pack of Folks // Rethinking Marxism, 2016, 28 (3-4), 500—522.
- Timofeeva O. Kriegstrilogie // Lettre International, 2016, 115, 109—116.
- Timofeeva O. Living in a Parasite: Marx, Serres, Platonov, and the Animal Kingdom // Rethinking Marxism. 2016, 28 (1), 91-107.

## Номинации и премии
- Шорт-лист премии Андрея Белого (2009) в номинации гуманитарные исследования (книга «Введение в эротическую философию Жоржа Батая»).